# Klein Koemanië
Klein Koemanië (Kiskunság) in Hongarije is een gebied dat zich uitstrekt van de zuidelijke punt van het eiland Csepel, 50 km van Boedapest, in zuidoostelijke richting tot voorbij Szeged. Het is geen officiële aardrijkskundige naam maar hij heeft wel historische betekenis. Veel plaatsen in deze streek beginnen met 'Kiskun'.
De Koemanen (Hongaars: Kunok) vormden een Turkse stam. Ze vestigden zich hier in de 12e eeuw en leefden er tot in het midden van de 19e eeuw onder moeilijke omstandigheden van veeteelt en landbouw. Zij moesten zich weten te beschermen en voorzorgsmaatregelen te treffen tegen de veel voorkomende overstromingen en pusztawinden, vooral tijdens de winter. Zij beschermden hun gewassen op primitieve doch afdoende wijze, waardoor zij kans zagen de kwaliteit van hun producten tot een zeer hoog peil op te voeren. 